# Inuinnaqtun

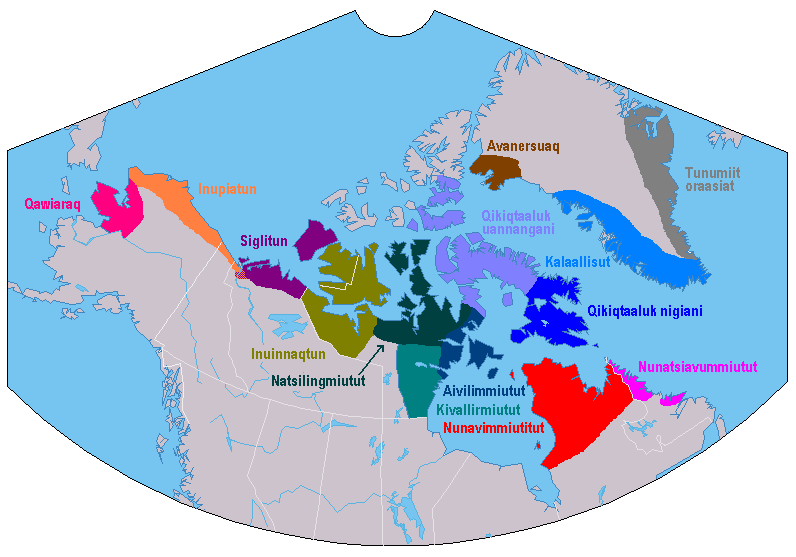

L’inuinnaqtun (prononcé : /inuinːɑqtun/) est une langue inuite parlée au nord du Canada. On le considère tantôt comme un des trois dialectes de l'inuvialuktun avec le natsilingmiutut
et le siglitun,, soit comme une langue à part entière en raison de son statut politique.
C'est une des quatre langues officielles du Nunavut avec l'inuktitut, l'anglais et le français,. C'est aussi une des onze langues officielles des Territoires du Nord-Ouest, statut qu'il partage avec l'inuvialuktun,.
Selon Statistique Canada, en 2016, l'inuinnaqtun est la langue maternelle de 675 personnes au Canada et 1 310 personnes savent le parler.
Dans le recensement de la population 2021, 495 personnes déclarent que l’inuinnaqtun est leur langue maternelle.
L’inuinnaqtun s’écrit à l’aide de l’alphabet latin.

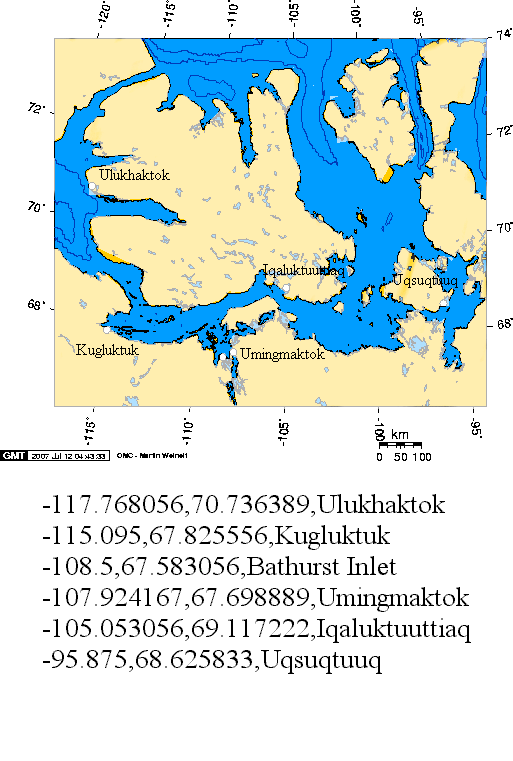
Communautés où l'inuinnaqtun est parlé : Ulukhaktok, Kugluktuk, Bathurst Inlet, Umingmaktok, Iqaluktuuttiaq, Uqsuqtuuq

## Phrases en inuinnaqtun
| Français                          | Inuinnaqtun          | prononciation          |
| --------------------------------- | -------------------- | ---------------------- |
| Au revoir                         | Ublaakun             | /ublaːkun/             |
| Bonjour                           | Ublaami              | /ublaːmi/              |
| Comment allez-vous ?              | Qanuritpin           | /qanuɢitpin/           |
| Je vais bien                      | Naammaktunga         | /naːmːatuŋa/           |
| Je vais bien                      | Nakuyunga            | /nakujuŋa/             |
| Comment allez-vous ?              | Ilvittauq            | /ilvitːauq/            |
| Que faites-vous ?                 | Huliyutin?           | /hulijutin/            |
| Qu'allez-vous faire ?             | Huliniaqpin?         | /huliniaqpin/          |
| Je ne vais rien faire             | Huliniahuanngittunga | /huliniahuanŋitːuŋa/   |
| Je t'aime                         | Piqpagiyagin         | /piqpaɡijaɡin/         |
| Je ne sais pas                    | Nauna                | /nauna/                |
| Oui                               | Ii                   | /iː/                   |
| Non                               | Imannaq              | /imanːaq/              |
| Qui êtes-vous ?                   | Kinauvin?            | /kinauvin/             |
| D'où venez-vous ?                 | Namirmiutauyutin?    | /namiɢmiutaujutin/     |
| D'où je viens ?                   | Namiitunga?          | /namiːtuŋa/            |
| Qui est cette personne ?          | Kina taamna?         | /kina taːmna/          |
| Où est le magasin ?               | Nauk niuvirvik?      | /nauk niuviɢvik/       |
| Combien est-ce ?                  | Una qaffitaalauyuk?  | /una qafːitaːlaujuk/   |
| Avez-vous un téléphone ?          | Talafuutiqaqtutin?   | /talafuːtiqaqtutin/    |
| Avez-vous un appareil photo ?     | Piksaliutiqaqtutin?  | /piksaliutiqaqtutin/   |
| Pouvez-vous couper ceci ?         | Una pilakaalaaqtan?  | /una pilakaːlaːqtan/   |
| Aimeriez-vous aller marcher ?     | Pihuuyarumayutin?    | /pihuːjaɢumajutin/     |
| C'est joli                        | Una pinniqtuq        | /una pinːiqtuq/        |
| Je vais travailler                | Havagiarniaqpunga    | /havaɡiaɢniaqpuŋa/     |
| Je vais à la maison maintenant    | Angilrauniaqpunga    | /aŋilɢauniaqpuŋa/      |
| J'ai faim                         | Kaagliqpunga         | /kaːɡliqpuŋa/          |
| J'ai besoin d'aide (aidez-moi)    | Ikayullannga         | /ikajulːanŋa/          |
| J'aime ceux-là                    | Aliagiyatka taapkua  | /aliagijakta /taːpkua/ |
| Je vous verrai demain             | Aqaguttauq           | /aqaɡutːauq/           |
| Mon nom est...                    | Atira ...            | /atiɢa/                |
| J'ai une fille                    | Paniqaqpunga         | /paniqaqpuŋa/          |
| J'ai un fils                      | Irniqaqpunga         | /iɢniqaqpuŋa/          |
| Merci                             | Quana                | /quana/                |
| Merci à vous                      | Quanaqqutin          | /quanaqːutin/          |
| Merci beaucoup à vous             | Quanaqpiaqqutin      | /quanaqpiaqːutin/      |
| De rien                           | Naammaktak           | /naːmːaktak/           |
| Puis-je vous poser une question ? | Apirillaglagin?      | /apiɢilːaɡlaɡin/       |
| Un                                | Atauhiq              | /atauhiq/              |
| Deux                              | Malruuk              | /malɢuːk/              |
| Trois                             | Pingahut             | /piŋahut/              |
| Quatre                            | Hitaman              | /hitaman/              |
| Cinq                              | Talliman             | /talliman/             |
| Couteau                           | Havik                | /havik/                |
| Fourchette                        | Kauraut              | /kauɢaut/              |
| Cuillère                          | Aluut                | /aluːt/                |
| Assiette                          | Akkiutaq             | /akkiutaq/             |
| Tasse                             | Qallut               | /qallut/               |
| C'est tout !                      | Taima!               | /taima/                |